# 名士殉情记
《孽債》（英語：Of Human Bondage）是一部1934年美國前法典荷里活电影，由約翰·克羅威爾執導，改编自英国作家威廉·索默赛特·毛姆发表于1915年的英文同名小说《人性枷鎖》。

## 背景
小说是一个自传体风格的作品，尽管是一部小说，很多场景根据作者的亲身经历写成。
1934年的电影是主演贝蒂·戴维斯第一部真正成功的电影。后来她自己将自己的演艺生涯分成两个阶段，“毛姆前”（before Maugham）与“毛姆后”（after Maugham）。很多女演员不愿意扮演冷漠的反面角色，但是戴维斯认为这是表现自己演技的好机会，可以充分展现出自己胜任多种角色的能力。

## 演員

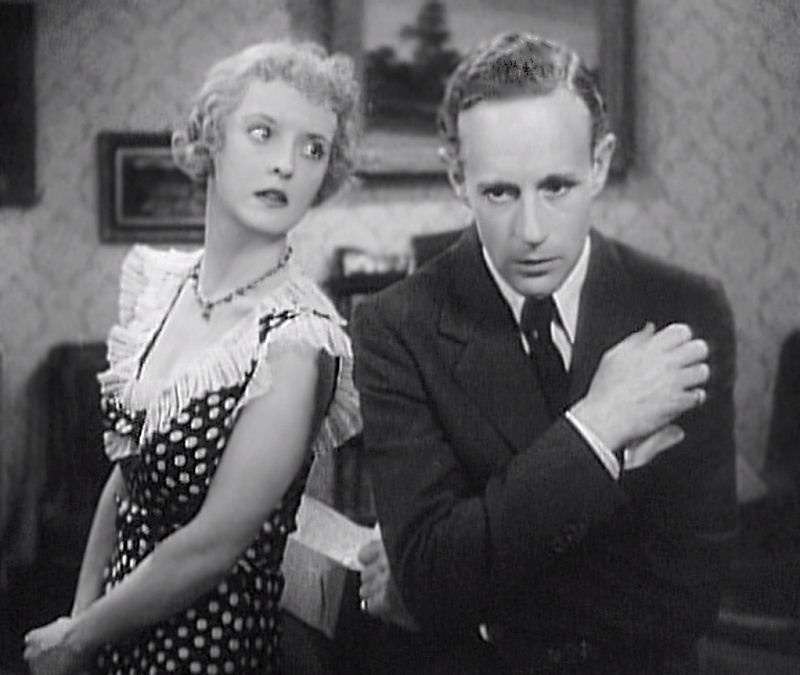
贝蒂·戴维斯和莱斯利·霍华德

- 莱斯利·霍华德 飾 Philip Carey
- 贝蒂·戴维斯 飾 Mildred Rogers
- 弗朗西絲·迪伊（英语：Frances Dee） 飾 Sally Athelny
- 凱·約翰遜 飾 Norah
- 雷金納德·丹尼（英语：Reginald Denny (actor)） 飾 Harry Griffiths
- 阿倫·海爾（英语：Alan Hale Sr.） 飾 Emil Miller
- 雷金納德·雪菲爾（英语：Reginald Sheffield） 飾 Cyril Dunsford
- 雷金納德·歐文（英语：Reginald Owen） 飾 Thorpe Athelny
- 泰柏·皮戈特（英语：Tempe Pigott） 飾 Agnes Hollet

## 奥斯卡花絮
贝蒂·戴维斯在该部影片中表现出色，当年没有获得奥斯卡最佳女主角提名，引起了广泛的争议。后来学院表示放宽投票的对象，所有表现出色的演员都在考虑范围之内。因此很多资料认为贝蒂获得了提名，在学院的记录內則没有这项提名。次年贝蒂·戴维斯因在《女人女人》（Dangerous）的出色表演获得奥斯卡最佳女主角。